# Heřmanice (Nová Paka)
Heřmanice je část města Nová Paka v okrese Jičín. Nachází se na jihovýchodě Nové Paky. V roce 2014 zde bylo evidováno 132 adres. V roce 2001 zde trvale žilo 322 obyvatel.
Heřmanice leží v katastrálním území Heřmanice u Nové Paky o rozloze 1,52 km2.